# نازی (کوهرنگ)
نازی روستایی است در شهرستان کوهرنگ، بخش بازفت، استان چهارمحال و بختیاری.